# Biologie cellulaire (journal)
Biology of the Cell est une revue scientifique à comité de lecture dans le domaine de la biologie cellulaire, de  la physiologie cellulaire et de la biologie moléculaire des cellules animales et végétales, des micro -organismes et des protistes . Les sujets abordés comprennent le développement, la neurobiologie et l' immunologie, ainsi que la modélisation théorique ou biophysique.
La revue est actuellement publiée mensuellement par Wiley-Blackwell pour le compte de la Société Française des Microscopies et de la Société de Biologie Cellulaire de France.

## Histoire
Le journal est paru pour la première fois en 1962 et s'intitulait à l'origine Journal de Microscopie (1962-1974). En 1975, la revue a été rebaptisée : Journal de Microscopie et de Biologie Cellulaire. Elle a ensuite été rebaptisé Biologie Cellulaire, devenant Biologie de la cellule en 1981.

## Revue actuelle
Le contenu de 1988 est disponible en ligne en format PDF, les articles de 2005 étant également disponibles en HTML, et ceux de 2006 en format texte intégral amélioré.
Le facteur d'impact de la revue en 2014 était de 3 506.  Biology of the Cell est indexé par BIOBASE, BIOSIS, CAB International, Cambridge Scientific Abstracts, Chemical Abstracts Service, Current Contents / Life Sciences, EMBASE / Excerpta Medica, MEDLINE / Index Medicus et ProQuest Information and Learning.
Les articles sont principalement des recherches et des revues. Des séries thématiques sur des sujets spécifiques sont programmées, telles que:  les cellules souches (2005), la localisation de l'ARN (2005), les aquaporines (2005), les synapses (2007), le cycle cellulaire et du cancer (2008), les microtubules, la régulation de l'ARN (2008), la microbiologie et de la biologie cellulaire (2010), Cilia (2011), Réticulum endoplasmique (2012), Epigenetics (2012), Post-Translational Modification and Virus Intracellular Trafficking (2012), Optogenetics (2014), Microvesicles and Exosomes (2015), Systems Cell Biology (2015), Translating Canceromics into function (2015).
Le rédacteur en chef de cette revue est René-Marc Mège, chef d'équipe à l' Institut Jacques Monod . Il a été précédé par Thierry Galli ( INSERM ) qui a été rédacteur en chef de 2009 à 2017.